# Hertme

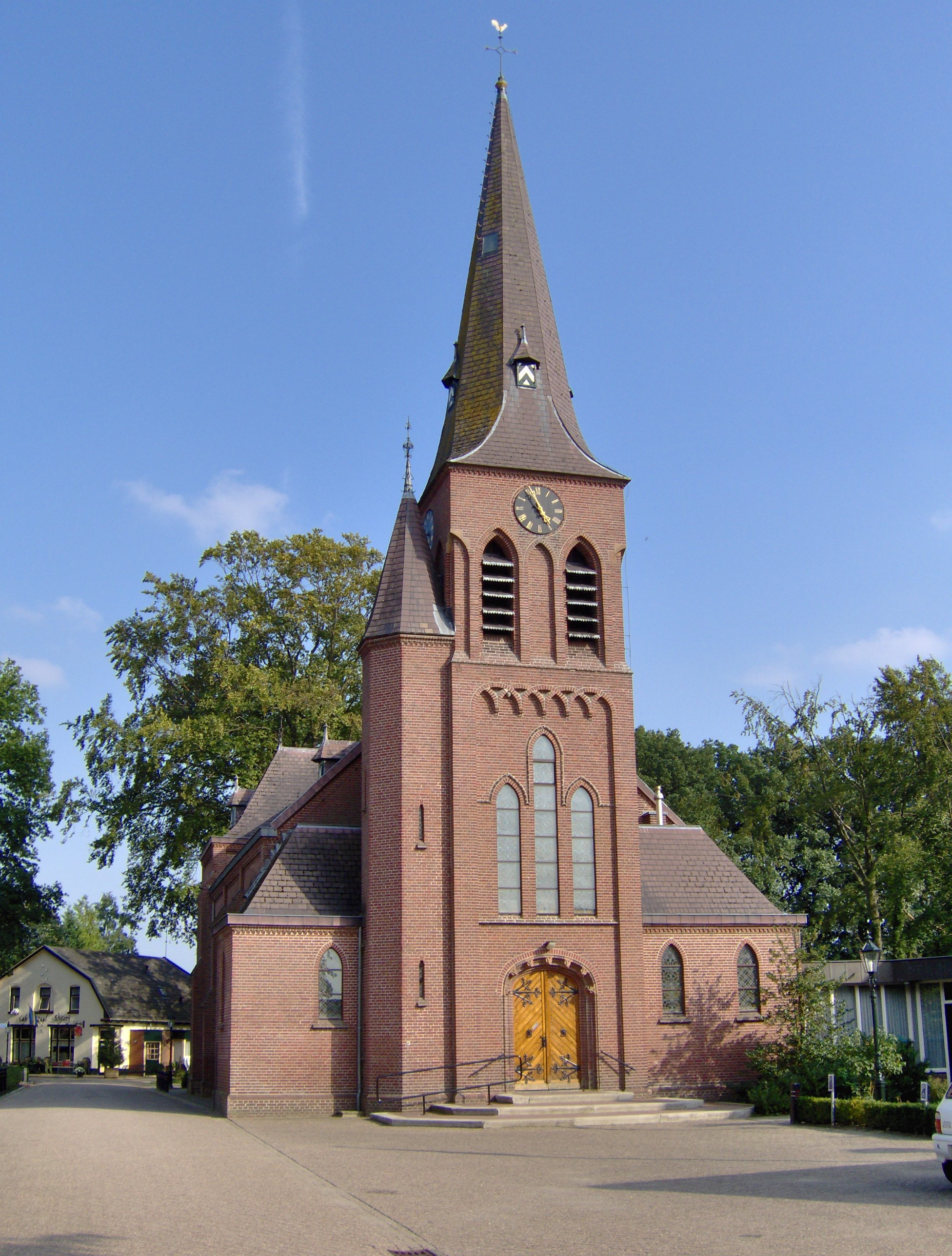
Igreja de Santo Estêvão na Hertme

Hertme (52° 19′ N, 6° 46′ L) é uma cidade dos Países Baixos, na província de Overijssel. Hertme pertence ao município de Borne, e está situada a 7 km, a norte de Hengelo.
Em 2001, a cidade de Hertme tinha 166 habitantes. A área urbana da cidade é de 0.038 km², e tem 46 residências. 
A área de Hertme, que também inclui as partes periféricas da cidade, bem como a zona rural circundante, tem uma população estimada em 450 habitantes.